# Astragalus huiningensis
Astragalus huiningensis là một loài thực vật có hoa trong họ Đậu. Loài này được Y.C.Ho miêu tả khoa học đầu tiên.